# کیت کریگ-وود
کیت کریگ-وود (به انگلیسی: Kate Craig-Wood) (زاده ۱ فوریهٔ ۱۹۷۷- درگذشته ۲۲ سپتامبر ۲۰۲۰) کارآفرین تکنولوژی بریتانیایی بود.
او یک زن ترنس بود.